# قائمة شخصيات ظهرت على العملات الورقية الأمريكية
ظهر 53 شخص على الأوراق النقدية للولايات المتحدة الأمريكية، وهم من الشخصيات المحورية في تاريخ البلد، كالآباء المؤسسين والرؤساء وأعضاء الحكومة والكونجرس والقادة العسكريين البارزين.
منح الكونغرس وزير الخزانة صلاحيات واسعة في عام 1862 للإشراف على تصميم وطباعة وإصدار الأوراق النقدية. يمتلك الوزير - بالتشاور مع مكتب النقش والطباعة - صلاحية الموافقة النهائية على تصميم الأوراق النقدية.
ظهر ستة أشخاص فقط على العملات الورقية خلال حياتهم، وجميعهم أثناء الحرب الأهلية. تم تصوير أبراهام لنكولن على ورقة نقدية بقيمة 10 دولارات عام 1861. في حين وافق سلمون تشيس، وزير خزانة لنكولن، على وضع صورته على ورقة نقدية بقيمة دولار واحد عام 1862. وتم تصوير الجنرال وينفيلد سكوت خلال حياته في أوائل ستينيات القرن التاسع عشر، وظهر عضو مجلس الشيوخ ووزير الخزانة ويليام فيسيندين على عملة فئات صغيرة؛ بالإضافة إلى فرانسيس سبينر ‏ وسبنسر كلارك ‏. في عام 1873، حظر الكونجرس استخدام صور الأشخاص الأحياء على أي سند أو ورقة مالية أو ورقة نقدية أو عملة فئات صغيرة أو بريدية.

## أنواع الأوراق النقدية
تختلف إصدارات الأوراق النقدية التي ظهر عليها الشخصيات الثلاث وخمسون، وقد تمت الإشارة إلى تلك الاختصارات كما هو موضح في الجدول التالي بناء على الاختصارات التي وضعها مؤرخ الأوراق المالية آرثر إل. فريدبرج (بالإنجليزية: Arthur L. Friedberg).
| اختصار | المعنى                                |
| ------ | ------------------------------------- |
| DN     | ورقة طلب ‏                             |
| LT     | عطاء قانوني ‏                          |
| CITN   | سندات خزانة ذات فائدة مركبة ‏          |
| IBN    | سند متحمل للفائدة ‏                    |
| RC     | شهادة استرداد ‏                        |
| SC     | شهادة فضية                            |
| TN     | سندات الخزانة (1890-1891)             |
| NBN    | ورقة البنك الوطني ‏                    |
| FRBN   | ورقة نقدية من بنك الاحتياطي الفيدرالي |
| FRN    | ورقة نقدية من بنك الاحتياطي الفيدرالي |
| GC     | شهادة ذهبية                           |
| SSN    | ورقة نقدية صغيرة الحجم                |

## قائمة الشخصيات
| الشخص                | ولد            | توفى           | صورة                          | نبذة | العملة | تاريخ الظهور الأول |
| -------------------- | -------------- | -------------- | ----------------------------- | --- | --- | ------------------ |
| جون كوينسي آدامز     | 11 يوليو 1767  | 23 فبراير 1848 | US-$500-LT-1869-Fr-184.jpg    | الرئيس السادس للولايات المتحدة الأمريكية بين عامي 1825 إلى 1829، قبل تقلده منصب الرئاسة، كان وزير الخارجية طوال فترة رئاسة مونرو التي دامت ثماني سنوات، من 1817 حتى 1825. | LT $500 (1869) | 1869               |
| توماس هارت بنتون     | 14 مارس 1782   | 10 أبريل 1858  | US-$100-GC-1882-Fr.1207.jpg   | سياسي نشط في الحزب الجمهوري الديمقراطي، والحزب الديمقراطي الأمريكي. | GC $100 (1870) | 1870               |
| سلمون بورتلاند تشيس  | 13 يناير 1808  | 7 مايو 1873    | US-$1-LT-1862-Fr-16c.jpg      | سياسي، وقاضي. شغل منصب رئيس القضاة السادس للولايات المتحدة. كما شغل منصب الحاكم الثالث والعشرين لولاية أوهايو، ومثل ولايته في مجلس الشيوخ، وشغل منصب وزير الخزانة الخامس والعشرين. | LT $1 (1862) CITN $10 (1863) IBN $10 (1864) IBN $1,000 (1861) FRN $10,000 (1918) SSN $10,000 (1928–34)                                                               | 1861               |
| ويليام كلارك         | 1 أغسطس 1770   | 1 سبتمبر 1838  | US-$10-LT-1901-Fr.114.jpg     | مستكشف وحاكم إقليمي. | LT $10 (1901) | 1901               |
| هنري كلاي            | 12 أبريل 1777  | 29 يونيو 1852  | US-$50-LT-1869-Fr-151.jpg     | مزارع ومحامي ورجل دولة وخطيب مثّل كنتاكي في مجلس الشيوخ ومجلس النواب. كان كلاي رئيس مجلس النواب لثلاث فترات متتالية، وساعد في انتخاب جون كوينسي آدمز رئيسًا، وعينه آدمز بعد ذلك كوزير للخارجية. خدم كلاي أربع فترات منفصلة في مجلس الشيوخ، بما في ذلك من 1831 إلى 1842 ومن 1849 إلى 1852. ترشح للرئاسة في انتخابات 1824 و1832 و1844، وسعى دون نجاح ليترشح عن حزبه في انتخابات 1840 و1848.                    | LT $50 (1869) | 1869               |
| جروفر كيفلاند        | 18 مارس 1837   | 24 يونيو 1908  | US-$20-FRBN-1915-Fr.828.jpg   | الرئيس الثاني والعشرين والرابع والعشرين للولايات المتحدة. | FRBN $20 (1915) FRN $20 (1914) SSN $1,000 (1928–34) | 1914               |
| ديويت كلينتون        | 2 مارس 1769    | 11 فبراير 1828 | US-$1000-LT-1880-Fr-187k.jpg  | سياسي وعالم طبيعة وعضو في مجلس الشيوخ والمحافظ السادس لنيويورك. | LT $1,000 (1869) | 1869               |
| ستيفن ديكاتور        | 5 يناير 1779   | 22 مارس 1820   | US-$20-SC-1880-Fr.311.jpg     | ضابط في البحرية الأمريكية. وُلِد على الساحل الشرقي لميريلاند في مقاطعة ووستر. كان والده ستيفن ديكاتور الأب عميدًا بحريًا في البحرية القارية أثناء حرب الاستقلال الأمريكية. | SC $20 (1878) | 1878               |
| إدوارد إيفرت         | 11 أبريل 1794  | 15 يناير 1865  | US-$50-SC-1891-Fr.331.jpg     | سياسي وقس ومعلم ودبلوماسي وخطيب من ماساتشوستس. انتخب في مجلس النواب ومجلس الشيوخ وأصبح الحاكم الخامس عشر لولاية ماساتشوستس وسفيرًا لدى بريطانيا العظمى ووزير خارجية الولايات المتحدة. كما درّس في جامعة هارفارد وكان رئيسًا لها. | SC $50 (1878) | 1878               |
| ديفيد فاراغوت        | 5 يوليو 1801   | 14 أغسطس 1870  | US-$100-TN-1891-Fr-378.jpg    | ضابط راية في البحرية الأمريكية خلال الحرب الأهلية الأمريكية. وهو أول عميد ولواء وقائد في البحرية الأمريكية. | TN $100 (1890) | 1890               |
| وليام بي فيسيندين    | 16 أكتوبر 1806 | 8 سبتمبر 1869  |                               | سياسي من ولاية مين. عمل في مجلس النواب (4 مارس 1841–3 مارس 1843) ومجلس الشيوخ (10 فبراير 1854–1 يوليو 1864) قبل أن يتولى منصب وزير الخزانة (5 يوليو 1864–3 مارس 1865) في عهد الرئيس أبراهام لنكولن قرب نهاية الحرب الأهلية الأمريكية. | NBN $20 (1882) | 1882               |
| بنجامين فرانكلين     | 17 يناير 1706  | 17 أبريل 1790  | US-$50-LT-1880-Fr.164.jpg     | أحد الآباء المؤسسين للولايات المتحدة. كان موسوعيًا وفيلسوفًا سياسيًا ومدير مكتب بريد وعالمًا ومخترعًا وناشطًا مدنيًا. كان شخصية بارزة في التنوير الأمريكي وفي تاريخ الفيزياء بسبب اكتشافاته ونظرياته في الكهرباء. وكمخترع، فهو معروف بمانع الصواعق والنظارات ثنائية البؤرة وموقد فرانكلين، وغيرها من الاختراعات.                                                                                                  | LT $50 (1874) RC $10 (1879) FRN $100 (1914) SSN $100 (1928–) | 1874               |
| روبرت فلتون          | 14 نوفمبر 1765 | 24 فبراير 1815 | US-$2-SC-1896-Fr.247.jpg      | مهندس ومخترع السفينة البخارية. | SC $2 (1896) | 1896               |
| ألبرت غالاتين        | 29 يناير 1761  | 12 أغسطس 1849  | US-$500-LT-1863-Fr-183c.jpg   | سياسي ودبلوماسي وعالم أجناس. كان أحد زعماء الحزب الديمقراطي الجمهوري، وعمل في مختلف المناصب الانتخابية والتعيينات الفدرالية على مدى أربعة عقود. مثل بنسلفانيا في مجلس الشيوخ ومجلس النواب قبل أن يصبح وزير الخزانة ويكون صاحب أطول فترة في هذا المنصب. | LT $500 (1862) | 1862               |
| جيمس جارفيلد         | 19 نوفمبر 1831 | 19 سبتمبر 1881 | US-$20-GC-1882-Fr-1177.jpg    | الرئيس العشرين للولايات المتحدة من 4 مارس 1881 إلى 19 سبتمبر 1881. يعتبر صاحب ثاني أقصر فترة رئاسة لرئيس أمريكي بعد ويليام هنري هاريسون، حيث تعرض لعملية اغتيال في 2 يوليو 1881 أدت إلى وفاته في 19 سبتمبر. انتخب جارفيلد إلى مجلس النواب لتسع فترات، وتم انتخابه لعضوية مجلس الشيوخ قبل ترشحه للبيت الأبيض.                                                                                               | NBN $5 (1882) GC $20 (1882) | 1882               |
| يوليسيس جرانت        | 27 أبريل 1822  | 23 يوليو 1885  | US-$5-SC-1886-Fr.264.jpg      | الرئيس الثامن عشر للولايات المتحدة (1869-1877). وكان القائد العام لجيش الولايات المتحدة (1864-1869)، وعمل مع الرئيس أبراهام لينكون لقيادة جيش الاتحاد للانتصار على الكونفدرالية في الحرب الأهلية. | SC $1 (1899) SC $5 (1886), (1896) FRBN $50 (1918) FRN $50 (1914) GC $50 (1913) SSN $50 (1928–)                                                                       | 1886               |
| ألكسندر هاميلتون     | 11 يناير 1757  | 12 يوليو 1804  | US-$20-LT-1880-Fr-145.jpg     | أحد الآباء المؤسسين. وكان مفسرًا وداعية للدستور الأمريكي ومؤسس النظام المالي للبلاد، والحزب الاتحادي، وخفر السواحل الأمريكي، وصحيفة نيويورك بوست. | DN $5 (1861) LT $2 (1862) LT $5 (1862) LT $20 (1869) LT $50 (1862) CITN $50 (1863) IBN $50 (1864) IBN $500 (1864) FRN $1,000 (1918) GC $1,000 (1870) SSN $10 (1928–) | 1861               |
| وينفيلد سكوت هانكوك  | 14 فبراير 1824 | 9 فبراير 1886  | US-$2-SC-1886-Fr.242.jpg      | ضابط في الجيش ومرشح الديمقراطيين للرئاسة في 1880. خدم في الجيش أربعة عقود ووصل إلى رتبة جنرال، وشارك في الحرب الأهلية والحرب الأمريكية المكسيكية و الأمريكية. | SC $2 (1886) | 1886               |
| بنجامين هاريسون      | 20 أغسطس 1833  | 13 مارس 1901   |                               | الرئيس الثالث والعشرين للولايات المتحدة بين عامي 1889-1893. وهو حفيد الرئيس التاسع ويليام هنري هاريسون، وهما الجد والحفيد الوحيدان في تاريخ الولايات المتحدة اللذان شغلا هذا المنصب. خدم في جيش الاتحاد برتبة عقيد خلال الحرب الأهلية، ومنحه مجلس الشيوخ رتبة عميد للمتطوعين. ترشح هاريسون لمنصب حاكم ولاية إنديانا في عام 1876 دون نجاح. وانتخبته الجمعية العامة في إنديانا لعضوية مجلس الشيوخ لست سنوات. | NBN $5 (1902) | 1902               |
| توماس أندروز هندريكس | 7 سبتمبر 1819  | 25 نوفمبر 1885 | US-$10-SC-1891-FR-298.jpg     | سياسي ومحامي من إنديانا. شغل منصب الحاكم السادس عشر على الولاية ومنصب نائب الرئيس الحادي والعشرين للولايات المتحدة (1885). مثل الولاية في مجلس النواب (1851-55) ومجلس الشيوخ (1863-69). كما مثل مقاطعة شيلبي في الجمعية العامة في إنديانا (1848-50) وكان مندوبًا إلى المؤتمر الدستوري في إنديانا لعام 1851. وبالإضافة إلى ذلك، عمل هندريكس مفوضًا للمكتب العام للأراضي (1855-59).                            | SC $10 (1886) | 1886               |
| مايكل هيليجاس ‏       | 22 أبريل 1729  | 29 سبتمبر 1804 | US-$10-GC-1907-Fr-1172.jpg    | وزير الخزانة بين عامي 1775 و 1789. | GC $10 (1907) | 1907               |
| أندرو جاكسون         | 15 مارس 1767   | 8 يونيو 1845   | US-$5-LT-1880-Fr-72.jpg       | الرئيس السابع للولايات المتحدة من 1829 إلى 1837. كان الحاكم العسكري لفلوريدا عام 1821، وقائد القوات الأميركية في معركة نيو أورليانز عام 1815. | LT $5 (1869) LT $10,000 (1878) IBN $50 (1861) FRBN $10 (1915) FRN $10 (1914) GC $10,000 (1870) SSN $20 (1928–)                                                       | 1861               |
| توماس جيفرسون        | 13 أبريل 1743  | 4 يوليو 1826   | US-$2-LT-1880-Fr-52.jpg       | أحد الآباء المؤسسين للولايات المتحدة، والكاتب الرئيسي لإعلان الاستقلال (1776) وثالث رئيس للولايات المتحدة (1801–1809). في مطلع الثورة الأمريكية، كان عضواً في المؤتمر القاري ممثلاً عن فرجينيا، وفي وقت الحرب كان حاكم فرجينيا (1779–1781). | LT $2 (1869) FRBN $2 (1918) SSN $2 (1928–) | 1869               |
| جون جاي نوكس جونيور  | 19 مارس 1828   | 12 فبراير 1892 |                               | مصرفي وموظف حكومة، ساهم في صياغة قانون العملات المعدنية لعام 1873. | NBN $100 (1902) | 1902               |
| ميريويذر لويس        | 18 أغسطس 1774  | 11 أكتوبر 1809 | US-$10-LT-1901-Fr.114.jpg     | رحالة ومستكشف، عرف بمشاركته في حملة لويس وكلارك الشهيرة التي فتحت طريق الغرب أمام الولايات المتحدة. | LT $10 (1901) | 1901               |
| أبراهام لينكولن      | 12 فبراير 1809 | 15 أبريل 1865  | US-$100-LT-1880-Fr-181.jpg    | الرئيس السادس عشر للولايات المتحدة منذ عام 1861 وحتى اغتياله في عام 1865. استطاع إعادة الولايات التي انفصلت عن الاتحاد بقوة السلاح، وإنهاء الحرب الأهلية الأمريكية، كما لعب دورًا رئيسيًا في إلغاء العبودية، وتوسيع سلطة الحكومة الفيدرالية، وتحديث نظام الاقتصاد الأمريكي. | DN $1 (1861) LT $10 (1862) LT $100 (1869) CITN $20 (1863) IBN $20 (1864) SC $1 (1899) SC $5 (1923) FRBN $5 (1915) FRN $5 (1914) GC $500 (1870) SSN $5 (1928–)        | 1861               |
| جيمس ماديسون         | 16 مارس 1751   | 28 يونيو 1836  | US-$5000-GC-1882-Fr-1221a.jpg | الرئيس الرابع للولايات المتحدة من 1809 إلى 1817. لعب دورًا هامًا في وضع الدستور عام 1787 مع ألكسندر هاميلتون وجون جاي، | LT $5,000 (1878) FRN $5,000 (1918) GC $5,000 (1870) SSN $5,000 (1928–34)                                                                                             | 1870               |
| دانيال مانينغ        | 16 مايو 1831   | 24 ديسمبر 1887 | US-$20-SC-1891-Fr-317.jpg     | وزير الخزانة (1885–1887). | SC $20 (1886) | 1886               |
| جوزيف مانسفيلد       | 22 ديسمبر 1803 | 18 سبتمبر 1862 | US-$500-LT-1880-Fr-185l.jpg   | ضابط ومهندس مدني، خدم في الجيش الاتحادي خلال الحرب الأهلية برتبة جنرال. | LT $500 (1874) | 1874               |
| ويليام مارسي         | 12 ديسمبر 1786 | 4 يوليو 1857   | US-$1000-SC-1891-Fr-346e.jpg  | محامي وقاضي وسياسي. دخل مجلس الشيوخ وتولى منصب حاكم ولاية نيويورك، كما تولى منصب وزير الحرب ووزير الخارجية. | SC $1,000 (1878) | 1878               |
| جون مارشال           | 24 سبتمبر 1755 | 6 يوليو 1835   | US-$20-TN-1890-Fr-374.jpg     | هو رابع رؤساء قضاة محكمة الولايات المتحدة العليا (1801 - 1835). | TN $20 (1890) FRN $500 (1918) | 1890               |
| هيو مكولوتش          | 7 ديسمبر 1801  | 24 مايو 1895   |                               | وزير الخزانة في فترتين غير متتابعتين في عهد ثلاثة رؤساء. عارض مكولوتش قانون المصرف الوطني لعام 1864، وحاول إعادة الولايات المتحدة إلى معيار الذهب طوال مسيرته. | NBN $20 (1902) | 1902               |
| ويليام ماكينلي       | 29 يناير 1843  | 14 سبتمبر 1901 | US-$500-GC-1928-Fr-2407.jpg   | الرئيس الخامس والعشرين للولايات المتحدة من 4 مارس 1897 حتى اغتياله في سبتمبر 1901، بعد ستة أشهر من فترة ولايته الثانية. قاد البلاد في الحرب الاسبانية الأمريكية. | NBN $10 (1902) SSN $500 (1928–34) | 1902               |
| جيمس بي. ماكفيرسون   | 14 نوفمبر 1828 | 22 يوليو 1864  | US-$2-TN-1891-Fr-357.jpg      | ضابط في الجيش الأمريكي، ولد في 14 نوفمبر 1828 في كلايد في الولايات المتحدة، وتوفي في 22 يوليو 1864 في أتلانتا خلال معركة. | TN $2 (1890) | 1890               |
| جورج ميد             | 31 ديسمبر 1815 | 6 نوفمبر 1872  | US-$1000-TN-1891-Fr-379c.jpg  | ضابط ومهندس مدني اشتهر بانتصاره على الجنرال الكونفدرالي روبرت إدوارد لي في معركة جيتيسبيرغ في الحرب الأهلية. | TN $1,000 (1890) | 1890               |
| جيمس مونرو           | 28 أبريل 1758  | 4 يوليو 1831   | US-$100-SC-1891-Fr.344.jpg    | خامس رؤساء الولايات المتحدة من 1817 إلى 1825 وأحد الآباء المؤسسين. يرجع إليه الفضل في الحصول على ولاية فلوريدا لإدارته بعام 1819 والتوصل إلى تسوية ميسوري وإعلان مبدأ مونرو بعام 1823 الذي أبدى فيه معارضة الولايات المتحدة لأي تدخل أوروبي في شؤون الأمريكيتين. | SC $100 (1878) | 1878               |
| روبرت موريس          | 31 يناير 1734  | 8 مايو 1806    | US-$10-SC-1880-Fr-287.jpg     | تاجر من إنجلترا وأحد الآباء المؤسسين. كان عضوًا في الهيئة التشريعية لولاية بنسلفانيا، والكونغرس القاري الثاني، ومجلس الشيوخ، وكان من الموقعين على إعلان الاستقلال والدستور. وفي الفترة من 1781 إلى 1784، عمل كمراقب مالي للولايات المتحدة، وأصبح يعرف باسم ممول الثورة. وإلى جانب ألكسندر هاملتون وألبرت جالاتين، ينظر إليه باعتباره أحد مؤسسي النظام المالي في الولايات المتحدة.                           | LT $1,000 (1862) SC $10 (1878) | 1862               |
| صمويل مورس           | 27 أبريل 1791  | 2 أبريل 1872   | US-$2-SC-1896-Fr.247.jpg      | رسام ومخترع، ساهم في اختراع التلغراف، | SC $2 (1896) | 1896               |
| أنتيلوب الراكض ‏      | 1821 تقريبًا    | 1896 تقريبًا    | US-$5-SC-1899-Fr.271.jpg      | قائد قبيلة هوكنبابا ‏. | SC $5 (1899) | 1899               |
| وينفيلد سكوت         | 13 يونيو 1786  | 29 مايو 1866   | US-$100-IBN-1865-Fr.212e.jpg  | ضابط وأحد القادة في الحرب المكسيكية الأمريكية. ترشح للرئاسة في عام 1852 لكن لم ينجح. | IBN $500 (1861) IBN $100 (1864) | 1861               |
| وليام هنري سيوارد    | 16 مايو 1801   | 16 أكتوبر 1872 | US-$50-TN-1891-Fr-376.jpg     | سياسي شغل منصب وزير الخارجية (1861-1869) في عهد أبراهام لنكولن، وأندرو جونسون. وهو الحاكم الثاني عشر لولاية نيويورك، وأحد أبرز شخصيات الحزب الجمهوري خلال سنوات تكوينه الأولى. | TN $50 (1891) | 1891               |
| فيليب شيريدان        | 6 مارس 1831    | 5 أغسطس 1888   | US-$10-TN-1890-Fr-367.jpg     | ضابط وأحد قادة الجيش الاتحادي في الحرب الأهلية. | SC $5 (1896) TN $10 (1890) | 1890               |
| جون شيرمان           | 10 مايو 1823   | 22 أكتوبر 1900 |                               | سياسي من ولاية أوهايو من زمن الحرب الأهلية الأمريكية وحتى أواخر القرن التاسع عشر. كان عضوًا في الحزب الجمهوري ودخل كلا مجلسي الكونغرس. كما شغل منصب وزير الخزانة ووزير الخارجية. وسعى شيرمان إلى نيل ترشيح الحزب الجمهوري للانتخابات الرئاسية في ثلاث مرات، حيث اقترب من نيل الترشيح عام 1888، لكن الحزب لم يختره في أي من المرات.                                                                          | NBN $50 (1902) | 1902               |
| ويليام شيرمان        | 8 فبراير 1820  | 14 فبراير 1891 | US-$500-TN-1891-PROOF.jpg     | محامي وضابط خدم خلال الحرب الأهلية برتبة فريق أول ما بين عامي 1861 و 1865. | TN $500 (1891) | 1891               |
| إدوين ستانتون        | 19 ديسمبر 1814 | 24 ديسمبر 1869 | US-$1-TN-1891-Fr-351.jpg      | محامي وسياسي. شغل منصب وزير الحرب في إدارة لنكولن خلال معظم سنوات الحرب الأهلية. | TN $1 (1890) | 1890               |
| تشارلز سومنر         | 6 يناير 1811   | 11 مارس 1874   | US-$500-SC-1880-Fr-345c.jpg   | سياسي نشط في الحزب الجمهوري والحزب الديمقراطي. انتخب عضوًا مجلس الشيوخ الأمريكي. ولد في 6 يناير 1811 وتوفي في 11 مارس 1874. | SC $500 (1878) | 1878               |
| جورج هنري توماس      | 31 يوليو 1816  | 28 مارس 1870   | US-$5-TN-1891-Fr.365.jpg      | ضابط خدم في جيش الاتحاد، وصل إلى رتبة فريق أول. | TN $5 (1890) | 1890               |
| جورج واشنطن          | 22 فبراير 1732 | 14 ديسمبر 1799 | US-$1-SC-1923-Fr-239.jpg      | أول رئيس للولايات المتحدة (1789-1797)، والقائد العام للقوات المسلحة للجيش القاري أثناء الحرب الثورية الأمريكية، وأحد الآباء المؤسسين، قاد التمرد الذي انتهى بإعلان انفصال الولايات المتحدة عن بريطانيا في 4 يوليو 1776، كما أنه ترأس الاتفاقية التي صاغت الدستور، الذي حل محل مواد الاتحاد الكونفدرالي، وأنشأ منصب الرئيس.                                                                                 | LT $1 (1869) CITN $100 (1863) IBN $100 (1864) IBN $1,000 (1861) IBN $500 (1861) SC $1 (1896) SC $1 (1923) SC $2 (1899) FRBN $1 (1918) GC $20 (1905) SSN $1 (1928–)   | 1861               |
| مارثا واشنطن         | 2 يونيو 1731   | 22 مايو 1802   | US-$1-SC-1886-Fr-217.jpg      | زوجة رئيس الولايات المتحدة الأول جورج واشنطن وأول سيدة أولى للولايات المتحدة. | SC $1 (1886) SC $1 (1896) | 1886               |
| دانيال وبستر         | 18 يناير 1782  | 24 أكتوبر 1852 |                               | سياسي خدم لفترتين في مجلس النواب الأمريكي ممثلاً لولاية نيو هامبشر (1813-1817) وماساتشوستس (1823-1827)، وكان سيناتورًا عن ماساتشوستس (1827-1841 و 1845-1850)، ووزير الخارجية لفترتين في زمن الرئيسين وليام هنري هاريسون وجون تايلر (1841-1843) والرئيس ميلارد فيلمور (1850-1852). | LT $10 (1869) | 1869               |
| وودرو ويلسون         | 28 ديسمبر 1856 | 3 فبراير 1924  |                               | الرئيس الثامن والعشرين للولايات المتحدة من عام 1913 إلى 1921. كان من الحزب الديمقراطي وترأس جامعة برينستون وكان حاكمًا على ولاية نيوجيرسي. | SSN $100,000 (1934) | 1934               |
| ويليام ويندوم ‏       | 10 مايو 1827   | 29 يناير 1891  | US-$2-SC-1891-Fr.246.jpg      | وزير الخزانة في عام 1881 وبين عامي 1889 و18891. | SC $2 (1891) | 1891               |
| سيلاس رايت           | 24 مايو 1795   | 27 أغسطس 1847  | US-$50-GC-1882-Fr-1195.jpg    | سياسي انتمى إلى الحزب الديمقراطي وكان حاكم ولاية نيويورك. كان عضوًا في مجلس النواب ما بين عام 1827 إلى عام 1829 وعضوًا في مجلس الشيوخ ما بين 1833 و 1844. | GC $50 (1882) | 1882               |

## استشهادات
1. ↑  U.S. Currency، Bureau of Engraving and Printing، مؤرشف من الأصل في 2015-05-05، اطلع عليه بتاريخ 2013-04-11
2. ↑  "Laws of the United States Relating to Loans and the Currency Including the Coinage Acts". Treasury Department, p. 128.
3. ↑  Treasury Collection Highlights: Part 1، The National Currency Foundation، مؤرشف من الأصل في 2022-12-30، اطلع عليه بتاريخ 2012-12-29
4. ↑  Adams, John Quincy, (1767–1848)، Biographical Directory of the United States Congress، مؤرشف من الأصل في 2019-11-09، اطلع عليه بتاريخ 2012-12-29
5. ↑  "John Quincy Adams". www.nndb.com. مؤرشف من الأصل في 2025-06-07. اطلع عليه بتاريخ 2025-01-18.
6. ↑  Benton, Thomas Hart, (1782–1858)، Biographical Directory of the United States Congress، مؤرشف من الأصل في 2019-08-30، اطلع عليه بتاريخ 2012-12-29
7. ↑  "معرف الملف الاستنادي الدولي الافتراضي (VIAF) لصفحة توماس هارت بنتون (سياسي)". VIAF. مؤرشف من الأصل في 2018-05-22. اطلع عليه بتاريخ 2016-12-14.
8. ↑  Chase, Salmon Portland, (1808–1873)، Biographical Directory of the United States Congress، مؤرشف من الأصل في 2020-01-06، اطلع عليه بتاريخ 2012-12-29
9. ↑  "صفحة  سلمون بورتلاند تشيس في National Thesaurus for Author Names identifier". NTA. مؤرشف من الأصل في 2019-12-08. اطلع عليه بتاريخ 2016-06-25.
10. ↑  Jones, Landon Y. (2004). William Clark and the Shaping of the West (بالإنجليزية). Macmillan. ISBN:9780809030415. Archived from the original on 2019-04-30.
11. ↑  Clay, Henry, (1777–1852)، Biographical Directory of the United States Congress، مؤرشف من الأصل في 2019-12-17، اطلع عليه بتاريخ 2012-12-29
12. ↑  "Henry Clay | American Statesman & Political Leader | Britannica". www.britannica.com (بالإنجليزية). 12 Dec 2024. Archived from the original on 2025-06-22. Retrieved 2025-01-19.
13. ↑  "Grover Cleveland". www.nndb.com. مؤرشف من الأصل في 2025-01-18. اطلع عليه بتاريخ 2025-01-18.
14. ↑  Clinton, De Witt (1769–1828)، Biographical Directory of the United States Congress، مؤرشف من الأصل في 2019-12-28، اطلع عليه بتاريخ 2013-02-07
15. ↑  "De Witt Clinton". www.nndb.com. مؤرشف من الأصل في 2025-06-14. اطلع عليه بتاريخ 2025-01-19.
16. ↑  The Biography of the Principal American Military and Naval Heroes، Applewood Books, Bedford MA، سبتمبر 2009، ISBN:9781429021715، مؤرشف من الأصل في 2023-04-30، اطلع عليه بتاريخ 2012-12-30
17. ↑  "Commodore Stephen Decatur, USN, (1779–1820)". Naval History & Heritage Command, Department of the Navy. مؤرشف من الأصل في 2012-09-27. اطلع عليه بتاريخ 2011-06-04.
18. ↑  Waldo, 1821 Chapter I, Introductory.
19. ↑  Everett, Edward, (1794–1865)، Biographical Directory of the United States Congress، مؤرشف من الأصل في 2020-01-06، اطلع عليه بتاريخ 2012-12-29
20. ↑  "Edward Everett". www.nndb.com. مؤرشف من الأصل في 2024-12-26. اطلع عليه بتاريخ 2025-01-18.
21. ↑  "David Farragut". www.nndb.com. مؤرشف من الأصل في 2025-06-27. اطلع عليه بتاريخ 2025-01-19.
22. ↑  Fessenden, William Pitt, (1806–1869)، Biographical Directory of the United States Congress، مؤرشف من الأصل في 2019-11-15، اطلع عليه بتاريخ 2012-12-29
23. ↑  "معرف الملف الاستنادي الدولي الافتراضي (VIAF) لصفحة وليام بي فيسيندين". VIAF. مؤرشف من الأصل في 2018-11-21. اطلع عليه بتاريخ 2016-06-25.
24. ↑  Although the $20 1882 Date Back and Value Back National Bank Notes carry a series date of 1882, they were not issued/released until the late 1880s to early 1890s.
25. ↑  Franklin, Benjamin, (1706–1790)، Biographical Directory of the United States Congress، مؤرشف من الأصل في 2020-01-06، اطلع عليه بتاريخ 2012-12-29
26. ↑  "Benjamin Franklin". www.nndb.com. مؤرشف من الأصل في 2025-06-27. اطلع عليه بتاريخ 2025-01-18.
27. ↑  Robert Fulton: A Symbol of the American Dream، Fordham University، مؤرشف من الأصل في 2010-12-23، اطلع عليه بتاريخ 2012-12-30
28. ↑  American Treasures of the Library of Congress: "Fulton's Submarine" نسخة محفوظة 2009-03-28 على موقع واي باك مشين. [وصلة مكسورة]
29. ↑  Gallatin, Albert, (1761–1849)، Biographical Directory of the United States Congress، مؤرشف من الأصل في 2019-11-22، اطلع عليه بتاريخ 2012-12-29
30. ↑  "Albert Gallatin". www.nndb.com. مؤرشف من الأصل في 2025-01-19. اطلع عليه بتاريخ 2025-01-18.
31. ↑  Garfield, James Abram, (1831–1881)، Biographical Directory of the United States Congress، مؤرشف من الأصل في 2019-11-09، اطلع عليه بتاريخ 2012-12-29
32. ↑  "The election of President James Garfield of Ohio". مجلس النواب الأمريكي. مؤرشف من الأصل في 2019-05-04. اطلع عليه بتاريخ 2015-06-23.
33. ↑  "Ulysses S. Grant | Biography, Presidency, & History | Britannica". www.britannica.com (بالإنجليزية). 9 Dec 2024. Archived from the original on 2025-07-02. Retrieved 2025-01-19.
34. ↑  Hamilton, Alexander, (1757–1804)، Biographical Directory of the United States Congress، مؤرشف من الأصل في 2019-12-30، اطلع عليه بتاريخ 2012-12-29
35. ↑  "Alexander Hamilton". www.nndb.com. مؤرشف من الأصل في 2025-02-23. اطلع عليه بتاريخ 2025-01-18.
36. ↑  Pfanz، Harry (1993). Gettysburg: Culp's Hill and Cemetery Hill. Chapel Hill, North Crolina: University of North Carolina Press. ص. 263–264. ISBN:0-8078-2118-7.
37. ↑  Harrison, Benjamin (1833–1901)، Biographical Directory of the United States Congress، مؤرشف من الأصل في 2019-06-04، اطلع عليه بتاريخ 2012-12-29
38. ↑  "Benjamin Harrison | Biography, Presidency, Accomplishments, & Facts | Britannica". www.britannica.com (بالإنجليزية). 21 Dec 2024. Archived from the original on 2025-05-27. Retrieved 2025-01-19.
39. ↑  Hendricks, Thomas Andrews, (1819–1885)، Biographical Directory of the United States Congress، مؤرشف من الأصل في 2019-12-24، اطلع عليه بتاريخ 2012-12-29
40. ↑  "Thomas A. Hendricks | 19th-century, Indiana, politician | Britannica". www.britannica.com (بالإنجليزية). 21 Nov 2024. Archived from the original on 2025-02-22. Retrieved 2025-01-19.
41. ↑  Egle، William Henry؛ Hillegas، M. (1888)، "Michael Hillegas"، The Pennsylvania Magazine of History and Biography، ج. 11، ص. 406–409، JSTOR:20083226
42. ↑  "U.S. Treasury - Treasurers of the U.S." treas.gov. 13 مايو 2008. مؤرشف من الأصل في 2008-05-13. اطلع عليه بتاريخ 2025-01-19.{{استشهاد ويب}}:  صيانة الاستشهاد: BOT: original URL status unknown (link)
43. ↑  Jackson, Andrew, (1767–1845)، Biographical Directory of the United States Congress، مؤرشف من الأصل في 2020-01-08، اطلع عليه بتاريخ 2012-12-29
44. ↑  "Andrew Jackson". The White House. مؤرشف من الأصل في 2015-01-08. اطلع عليه بتاريخ 2025-01-18.
45. ↑  Jefferson, Thomas, (1743–1826)، Biographical Directory of the United States Congress، مؤرشف من الأصل في 2019-11-14، اطلع عليه بتاريخ 2012-12-29
46. ↑  "Thomas Jefferson Papers: Timeline, 1743-1774". web.archive.org. 4 أغسطس 2004. مؤرشف من الأصل في 2004-08-04. اطلع عليه بتاريخ 2025-01-19.{{استشهاد ويب}}:  صيانة الاستشهاد: BOT: original URL status unknown (link)
47. ↑  Knox Family، Rutherford B. Hayes Presidential Center، مؤرشف من الأصل في 2016-08-15، اطلع عليه بتاريخ 2012-12-30
48. ↑  "Knox, John Jay". viaf.org. مؤرشف من الأصل في 2025-01-23. اطلع عليه بتاريخ 2025-01-19.
49. ↑  Lewis & Clark، National Park Service، مؤرشف من الأصل في 2015-02-08، اطلع عليه بتاريخ 2012-12-30
50. ↑  "Meriwether Lewis | American Explorer & Military Officer | Britannica". www.britannica.com (بالإنجليزية). 29 Nov 2024. Archived from the original on 2025-06-14. Retrieved 2025-01-19.
51. ↑  Lincoln, Abraham, (1809–1865)، Biographical Directory of the United States Congress، مؤرشف من الأصل في 2019-12-17، اطلع عليه بتاريخ 2012-12-29
52. ↑  "Abraham Lincoln". www.nndb.com. مؤرشف من الأصل في 2025-01-01. اطلع عليه بتاريخ 2025-01-18.
53. ↑  Madison, James, Jr. ,(1751–1836)، Biographical Directory of the United States Congress، مؤرشف من الأصل في 2019-11-17، اطلع عليه بتاريخ 2012-12-29
54. ↑  "James Madison". www.nndb.com. مؤرشف من الأصل في 2025-05-31. اطلع عليه بتاريخ 2025-01-18.
55. ↑  "Daniel Manning". www.nndb.com. مؤرشف من الأصل في 2025-01-26. اطلع عليه بتاريخ 2025-01-19.
56. ↑  Heidler، David Stephen؛ Heidler، Jeanne T.؛ Coles، David J.، المحررون (2000). Encyclopedia of the American Civil War: a political, social, and military history. New York: W.W. Norton & Co. ص. 1248. ISBN:978-0-393-04758-5.
57. ↑  Marcy, William Learned, (1786–1857)، Biographical Directory of the United States Congress، مؤرشف من الأصل في 2018-09-26، اطلع عليه بتاريخ 2012-12-29
58. ↑  "William L. Marcy | New York Governor, Secretary of War, Diplomat | Britannica". www.britannica.com (بالإنجليزية). 8 Dec 2024. Archived from the original on 2025-04-24. Retrieved 2025-01-19.
59. ↑  Marshall, John, (1755–1835)، Biographical Directory of the United States Congress، مؤرشف من الأصل في 2019-11-14، اطلع عليه بتاريخ 2012-12-29
60. ↑  "John Marshall | Founding Father & Chief Justice of US Supreme Court | Britannica". www.britannica.com (بالإنجليزية). 24 Dec 2024. Archived from the original on 2025-06-02. Retrieved 2025-01-19.
61. ↑  "Hugh McCulloch | Treasury Secretary, Civil War Financier, Banker | Britannica". www.britannica.com (بالإنجليزية). 3 Dec 2024. Archived from the original on 2025-03-15. Retrieved 2025-01-19.
62. ↑  McKinley, William, Jr., (1843–1901)، Biographical Directory of the United States Congress، مؤرشف من الأصل في 2019-12-17، اطلع عليه بتاريخ 2012-12-29
63. ↑  "William McKinley | Biography, Presidency, Assassination, & Facts | Britannica". www.britannica.com (بالإنجليزية). 25 Dec 2024. Archived from the original on 2025-06-19. Retrieved 2025-01-19.
64. ↑  "James B. McPherson | Civil War General, Union Army | Britannica". www.britannica.com (بالإنجليزية). Archived from the original on 2025-06-01. Retrieved 2025-01-19.
65. ↑  "George G. Meade | Civil War, Union Army, Gettysburg | Britannica". www.britannica.com (بالإنجليزية). 27 Dec 2024. Archived from the original on 2025-04-23. Retrieved 2025-01-19.
66. ↑  Monroe, James, (1758–1831)، Biographical Directory of the United States Congress، مؤرشف من الأصل في 2019-12-30، اطلع عليه بتاريخ 2012-12-29
67. ↑  "James Monroe | Biography, Presidency, & Facts | Britannica". www.britannica.com (بالإنجليزية). 6 Dec 2024. Archived from the original on 2025-06-28. Retrieved 2025-01-18.
68. ↑  Morris, Robert, (1734–1806)، Biographical Directory of the United States Congress، مؤرشف من الأصل في 2019-11-14، اطلع عليه بتاريخ 2012-12-29
69. ↑  "Robert Morris | Signer of Declaration, Financier of Revolution, Founding Father | Britannica". www.britannica.com (بالإنجليزية). Archived from the original on 2025-06-15. Retrieved 2025-01-19.
70. ↑  Samuel F.B. Morse Papers، The Library of Congress، مؤرشف من الأصل في 2014-05-27، اطلع عليه بتاريخ 2012-12-30
71. ↑  "Samuel F.B. Morse | Telegraph, Biography, & Facts | Britannica". www.britannica.com (بالإنجليزية). 29 Nov 2024. Archived from the original on 2025-06-25. Retrieved 2025-01-19.
72. ↑  "Jim Bisognani: The $5 Silver Certificate | NGC". www.ngccoin.com (بالإنجليزية الأمريكية). Archived from the original on 2025-01-08. Retrieved 2025-01-19.
73. ↑  "معلومات عن وينفيلد سكوت على موقع bnb.data.bl.uk". bnb.data.bl.uk. مؤرشف من الأصل في 2019-12-16. اطلع عليه بتاريخ أكتوبر 2020. {{استشهاد ويب}}: تحقق من التاريخ في: |تاريخ الوصول= (مساعدة)
74. ↑  Seward, William Henry, (1801–1872)، Biographical Directory of the United States Congress، مؤرشف من الأصل في 2018-09-29، اطلع عليه بتاريخ 2012-12-29
75. ↑  Seward، William H. (1891). William H. Seward: An Autobiography; Volume 1 (1801–1834). Derby and Miller. ص. 47–48. مؤرشف من الأصل في 2016-05-12. اطلع عليه بتاريخ 2014-09-07.
76. ↑  "Philip H. Sheridan | Union General, Civil War Hero | Britannica". www.britannica.com (بالإنجليزية). Archived from the original on 2025-06-11. Retrieved 2025-01-19.
77. ↑  Sherman, John, (1823–1900)، Biographical Directory of the United States Congress، مؤرشف من الأصل في 2020-01-06، اطلع عليه بتاريخ 2012-12-29
78. ↑  "John Sherman". www.nndb.com. مؤرشف من الأصل في 2025-02-21. اطلع عليه بتاريخ 2025-01-19.
79. ↑  "William Tecumseh Sherman | Biography & Facts | Britannica". www.britannica.com (بالإنجليزية). 27 Dec 2024. Archived from the original on 2025-07-02. Retrieved 2025-01-19.
80. ↑  The $500 1891 Treasury Note was designed, plates engraved, and proof certified and approved by the Bureau of Engraving and Printing. However, the issue was never released/circulated.
81. ↑  Sears, Steven. Chancellorsville: Chapter 1: Revolt of the General Washington Post. 1996. Retrieved 26 Dec. 2015. نسخة محفوظة 05 مارس 2016 على موقع واي باك مشين.
82. ↑  Sumner, Charles, (1811–1874)، Biographical Directory of the United States Congress، مؤرشف من الأصل في 2018-09-22، اطلع عليه بتاريخ 2012-12-29
83. ↑  Taylor، Anne-Marie (2001). Young Charles Sumner and the Legacy of the American Enlightenment, 1811-1851. University of Massachusetts Press. ص. 266. مؤرشف من الأصل في 2020-01-05.
84. ↑  Washington, George, (1732–1799)، Biographical Directory of the United States Congress، مؤرشف من الأصل في 2019-12-17، اطلع عليه بتاريخ 2012-12-29
85. ↑  "George Washington". www.nndb.com. مؤرشف من الأصل في 2025-06-27. اطلع عليه بتاريخ 2025-01-19.
86. ↑  First Lady Biography: Martha Washington، National First Ladies' Library، مؤرشف من الأصل في 2012-06-30، اطلع عليه بتاريخ 2012-12-30
87. ↑  Figueroa، Acton (1 يناير 2003). Washington. World Almanac Library. ص. 10. ISBN:978-0-8368-5162-5. مؤرشف من الأصل في 2020-01-25.
88. ↑  Webster, Daniel, (1782–1852)، Biographical Directory of the United States Congress، مؤرشف من الأصل في 2020-01-08، اطلع عليه بتاريخ 2012-12-29
89. ↑  "Daniel Webster – People – Department History – Office of the Historian". مؤرشف من الأصل في 2018-12-05.
90. ↑  "Woodrow Wilson". www.nndb.com. مؤرشف من الأصل في 2025-06-23. اطلع عليه بتاريخ 2025-01-18.
91. ↑  Windom, William, (1827–1891)، Biographical Directory of the United States Congress، مؤرشف من الأصل في 2019-12-05، اطلع عليه بتاريخ 2012-12-29
92. ↑  "Bioguide Search". bioguide.congress.gov. مؤرشف من الأصل في 2025-03-24. اطلع عليه بتاريخ 2025-01-19.
93. ↑  Wright, Silas, Jr., (1795–1847)، Biographical Directory of the United States Congress، مؤرشف من الأصل في 2019-07-25، اطلع عليه بتاريخ 2012-12-29
94. ↑  Merry، Robert W. (2009). A Country of Vast Designs, James K. Polk, the Mexican War, and the Conquest of the American Continent. Simon & Schuster. ص. 380.